# Лето када сам научила да летим (филм)
Лето када сам научила да летим је српски породични филм из 2022. године. Редитељ филма је Радивоје Андрић, по сценарију Љубице Луковић. Темељи се на истоименом роману Јасминке Петровић.
Снимања су обављена на локацијама у Београду а затим у Хрватској током септембра и октобра 2020, на локацијама у Старом Граду, Јелси и другим местима на острву Хвару.
Премијера је првобитно била најављена за јесен 2021, али је филм званично почео да се приказује фебруара 2022. године. Премијера је била 16. фебруара у београдској Комбанк дворани. Дистрибутер филма је Art Vista.

## Радња
Дванаестогодишња Софија (Клара Хрвановић) машта о камповању са екипом. Ипак, приморана је да летовање проведе у трошној породичној кући на Хвару, са својом помало напорном баком Маријом (Олга Одановић) и луцкастом баба-тетком Луце (Сњежана Синовчић).
Без друштва, домета и интернета, Софијин живот на Хвару је пакао, али монотонију убрзо прекида необично понашање баке Марије. Софија наслућује да је у питању некаква тајна , али велика истрага бабиног живота заправо резултира открићем дуго чуване породичне тајне.
Са новим пријатељствима и авантуром, Софија добија своје летовање из снова, али и много више него што је могла да измашта.

## Улоге
| Глумац                  | Улога    |
| ----------------------- | -------- |
| Клара Хрвановић         | Софија   |
| Олга Одановић           | Марија   |
| Жарко Лаушевић          | Никола   |
| Сњежана Синовчић Шишков | Луце     |
| Франо Ласић             | Мартин   |
| Лука Бајто              | Лука     |
| Ема Керета Рогић        | Ана      |
| Нађа Мазалица           | Јулијана |
| Павле Гајић             | Марко    |